# Montrœul-sur-Haine
Ne doit pas être confondu avec Montrœul-au-Bois.
Montrœul-sur-Haine est une section de la commune belge de Hensies, située en Région wallonne dans la province de Hainaut.

## Géographie

### Situation
Montroeul-sur-Haine présente une altitude variant de 20 m à l'ouest du territoire jusqu'à 30 m au sud, à la frontière avec Quiévrain.
Il est traversé par la Haine au nord, marquant la frontière avec le village de Pommeroeul.

## Évolution démographique
- Sources : INS, Rem. : 1831 jusqu'en 1970 = recensements, 1976 = nombre d'habitants au 31 décembre.

## Galerie

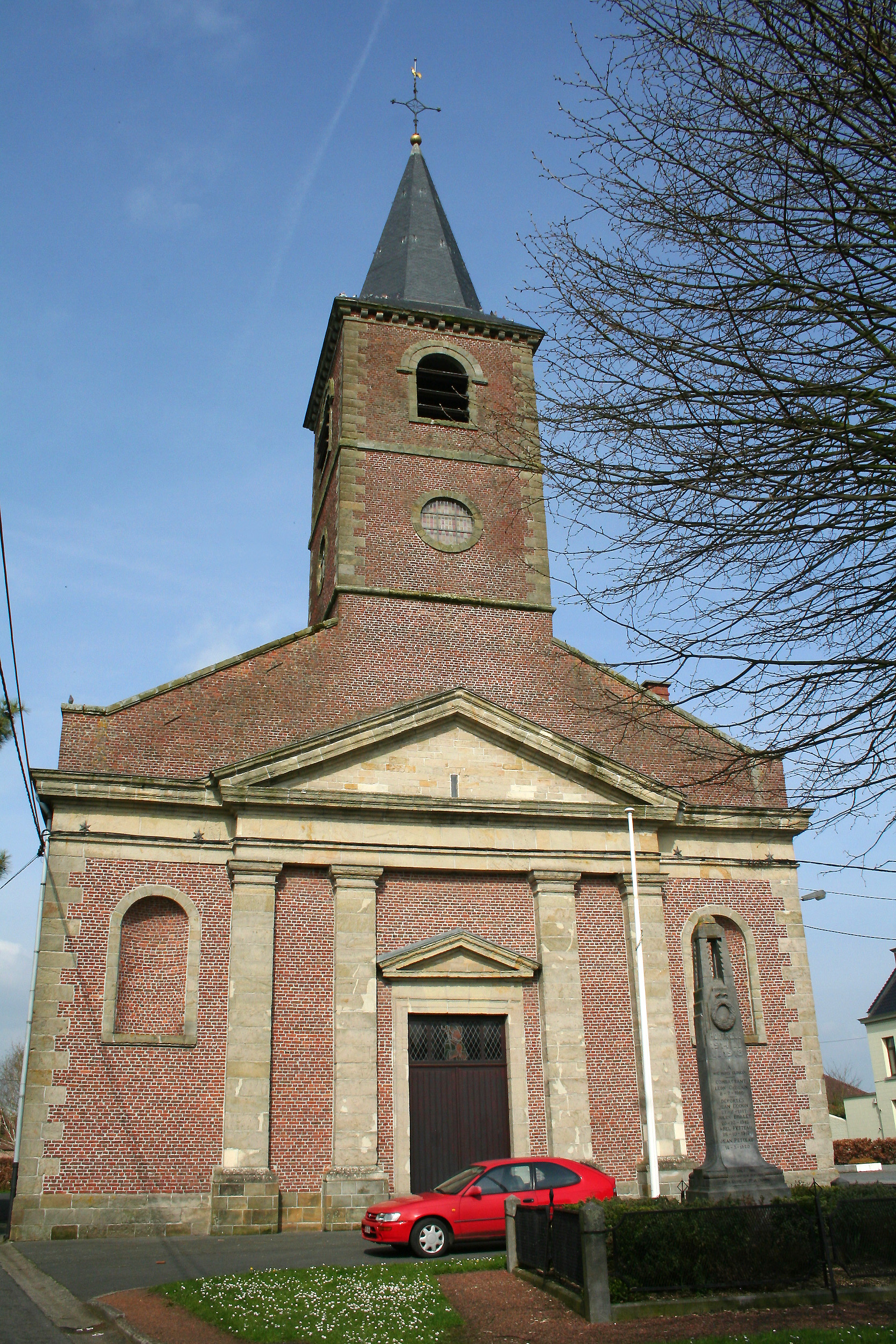
L'église Saint-Lambert (1840).
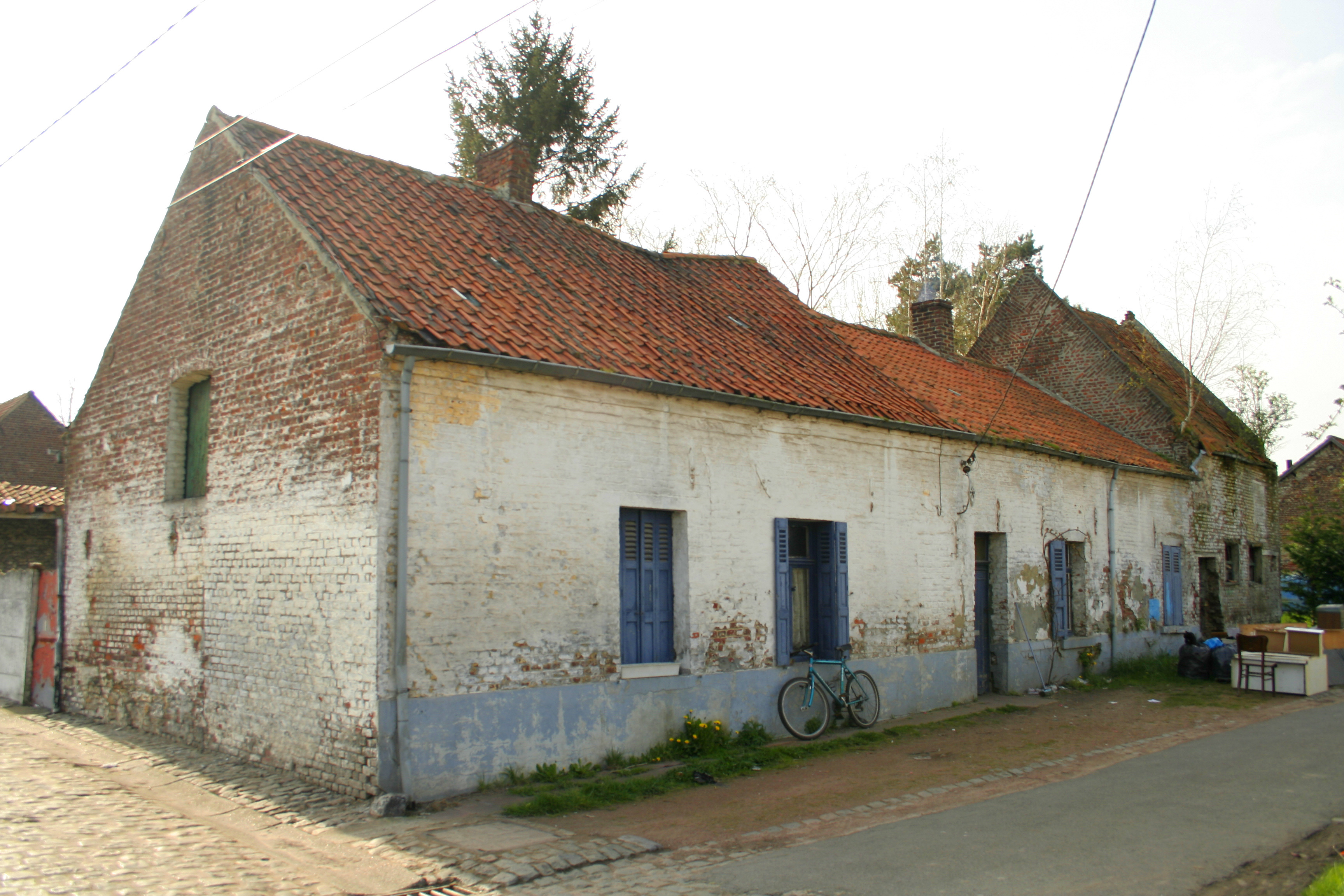
Maisons anciennes typiques.